# Leucania senescens
Leucania senescens är en fjärilsart som beskrevs av Heinrich Benno Möschler 1890. Leucania senescens ingår i släktet Leucania och familjen nattflyn. Inga underarter finns listade i Catalogue of Life.